# 스테판 무고샤
스테판 무고사(몬테네그로어: Стефан Мугоша, Stefan Mugoša, 1992년 2월 26일 ~ )는 몬테네그로의 축구 선수로 현재 대한민국 K리그1의 인천 유나이티드에서 스트라이커로 활약 중이며 K리그 등록명은 무고사이다.

## 클럽 경력
스테판 무고사는 FK 부두치노스트 포드고리차에서 축구를 시작하여, 2009년 몬테네그로 1부 리그에서 데뷔 무대를 가졌다. 2014년에는 만 22세의 나이로 몬테네그로 1부 리그에서 득점왕에 오르기도 하였다. 이때의 활약을 계기로 독일 2. 분데스리가의 구단들의 관심을 받기 시작하였으며, 2014년 여름 이적시장에서 1. FC 카이저슬라우테른과 3년 계약을 맺고 이적하였다. 그러나 스테판 무고샤는 카이저슬라우테른에서의 반 년 동안 단 두 경기만을 출전하였고, 이내 FC 에르츠게비르게 아우에로 임대되었다. 하지만 에르츠게비르게 아우에는 3. 리가로 강등되었고, 스테판 무고샤는 카이저슬라우테른으로 복귀하였다. 2015년 8월 15일 스테판 무고샤는 TSV 1860 뮌헨과 3년 계약을 맺고 이적하였다. 2015년 11월 27일 스테판 무고샤는 DFB-포칼에서 1. FSV 마인츠 05를 상대로 1860 뮌헨에서의 첫 득점을 성공시켰다. 2017년 카를스루에 SC로 임대되었다.
2017년 스테판 무고사는 몰도바 디비지아 나치오날러의 FC 셰리프 티라스폴로 이적하였다.
2018년 2월 8일 스테판 무고샤는 대한민국 K리그2 인천 유나이티드 FC로 완전 이적하면서, 본인 커리어 역사상 처음으로 유럽 이외의 무대에 서게 되었다.
그 후, 2022 시즌 중 일본 J리그의 비셀 고베로 이적하였다.
2023년 7월 10일 인천 유나이티드 FC로 복귀했다.

## 국가대표팀 경력
2015년 6월 8일 덴마크 축구 국가대표팀과의 친선 경기에서 몬테네그로 대표팀 데뷔전을 치렀다. 2017년 3월 26일 폴란드 축구 국가대표팀과의 경기에서 국가대표팀 데뷔골을 기록했다.
그 이후로는 6골밖에 못넣었지만 좋은 활동력을 보였다.

## 경력 통계

### 국가대표팀 득점 기록
- 몬테네그로 득점이 항상 우선 표기된다.

| 번호 | 날짜             | 장소                                            | 상대팀     | 득점 | 결과 | 대회                          |
| ---- | ---------------- | ----------------------------------------------- | ---------- | ---- | ---- | ----------------------------- |
| 1.   | 2017년 3월 26일  | 몬테네그로 포드고리차, 스타디온 포드 고리촘     | 폴란드     | 1–1  | 1–2  | 2018년 FIFA 월드컵 예선       |
| 2.   | 2017년 10월 8일  | 폴란드 바르샤바, 바르샤바 국립 경기장           | 폴란드     | 1–2  | 2–4  | 2018년 FIFA 월드컵 예선       |
| 3.   | 2018년 3월 27일  | 몬테네그로 포드고리차, 스타디온 포드 고리촘     | 튀르키예   | 2–2  | 2–2  | 친선 경기                     |
| 4.   | 2018년 10월 14일 | 리투아니아 빌뉴스, LFF 경기장                   | 리투아니아 | 1–0  | 4–1  | 2018-19년 UEFA 네이션스리그 C |
| 5.   | 2018년 10월 14일 | 리투아니아 빌뉴스, LFF 경기장                   | 리투아니아 | 3–0  | 4–1  | 2018-19년 UEFA 네이션스리그 C |
| 6.   | 2018년 11월 17일 | 세르비아 베오그라드, 스타디온 츠르베나 즈베즈다 | 세르비아   | 1–2  | 1–2  | 2018-19년 UEFA 네이션스리그 C |
| 7.   | 2019년 3월 22일  | 불가리아 소피아, 바실 레프스키 국립 경기장      | 불가리아   | 1–0  | 1–1  | UEFA 유로 2020 예선           |
| 8.   | 2019년 6월 7일   | 몬테네그로 포드고리차 스타디온 포드 고리촘      | 코소보     | 1–1  | 1–1  | UEFA 유로 2020 예선           |
| 9.   | 2019년 9월 5일   | 몬테네그로 포드고리차 스타디온 포드 고리촘      | 헝가리     | 2–1  | 2–1  | 친선전                        |
| 10.  | 2019년 11월 19일 | 몬테네그로 포드고리차 스타디온 포드 고리촘      | 벨라루스   | 1–0  | 2–0  | 친선전                        |